# John B. Watson
John B. Watson (Greenville, Carolina del Sur; 9 de enero de 1878-Nueva York; 25 de septiembre de 1958) fue un psicólogo estadounidense, a quien se le atribuye la fundación de la escuela psicológica del conductismo a través de su disertación en la Universidad de Columbia titulada Psychology as "The Behaviorist Views It", publicada como artículo en Psychological Review en 1913 bajo el nombre «Psychology as the behaviorist views it  /  La psicología tal como la ve el conductista». Desde su  enfoque conductista, Watson realizó una investigación sobre el comportamiento animal (de múltiples especies[cita requerida], incluido el Homo sapiens, donde destacan la crianza de neonatos, niños y la publicidad). Fue el primer graduado del doctorado en psicología en la Universidad de Chicago.
Es célebre la cita, que él mismo admitió como exageración, en la que sostiene que tomando una docena de niños cualquiera, y aplicando técnicas de modificación de conducta, podría conseguir cualquier tipo de persona que deseara:

Dame una docena de niños sanos, bien formados, para que los eduque, y yo me comprometo a elegir uno de ellos al azar y adiestrarlo para que se convierta en un especialista de cualquier tipo que yo pueda escoger —médico, abogado, artista, hombre de negocios e incluso mendigo o ladrón— prescindiendo de su talento, inclinaciones, tendencias, aptitudes, vocaciones y raza de sus antepasados; voy más allá de mis hechos, y lo admito, pero también lo han hecho los defensores de lo contrario, y lo han estado haciendo por muchos miles de años. Por favor, nótese que cuando este experimento se realice debe permitírseme especificar la manera en que sean criados los niños y el tipo de mundo en el que vivirán.

Es conocido también por la formulación y realización de sus experimentos, como el de "Kerplung", con Havey A. Carr, y quizá el más polémico que realizó, "El pequeño Albert", con Rosalie Rayner, entre muchos otros. Fue editor de Psychological Review de 1910 a 1915. Una encuesta de Review of General Psychology, publicada en 2002, clasificó a Watson como el 17.º psicólogo más citado del siglo XX.

## Biografía

### Primeros años
John Broadus Watson nació en Travelers Rest, Carolina del Sur, el 9 de enero de 1878. Su padre, Pickens Butler Watson, era alcohólico y dejó a la familia para vivir con dos mujeres indias cuando John tenía 13 años, una transgresión que nunca perdonó. Su madre, Emma Kesiah Watson (de soltera Roe), era una mujer muy religiosa que se adhirió a las prohibiciones de beber, fumar y bailar, nombrando a su hijo John como un prominente ministro bautista con la esperanza de que lo ayudase a recibir el llamado a predicar el Evangelio. Al criarlo, sometió a Watson a un duro entrenamiento religioso que más tarde lo llevó a desarrollar una antipatía de por vida hacia todas las formas de religión y convertirse en ateo.
En un intento por escapar de la pobreza, la madre de Watson vendió su granja trayendo a Watson y a su familia a Greenville, Carolina del Sur, para brindarle una mejor oportunidad de éxito. Pasar de una ubicación rural aislada a la gran urbanidad de Greenville demostró ser importante para Watson, brindándole la oportunidad de experimentar una variedad de diferentes tipos de personas, que utilizó para cultivar su pensamiento sobre psicología. Sin embargo, la transición inicial sería una lucha para Watson, como resultado de sus habilidades sociales débiles.

### Formación
A pesar de su bajo rendimiento académico y de haber sido arrestado en dos ocasiones durante el instituto -primero por pelearse y luego por disparar armas de fuego dentro de los límites de la ciudad-, Watson pudo utilizar los contactos de su madre para ser admitido en la Universidad Furman de Greenville a los 16 años. Allí realizó algunos cursos de psicología, aunque nunca destacó. También se consideraba un mal estudiante, ya que tenía algunos trabajos en el campus para pagar sus gastos universitarios. Los demás le consideraban callado, perezoso e insubordinado, por lo que seguía considerándose "poco sociable" y hacía pocos amigos. No obstante, al ser un estudiante precoz, Watson saldría de Furman con un máster a los 21 años.
Tras graduarse, Watson pasó un año en el Instituto Batesburg, nombre que dio a una escuela de una sola aula en Greenville, en la que fue director, conserje y manitas. Watson ingresó en la Universidad de Chicago tras solicitarlo al Presidente de la Universidad. La exitosa petición sería fundamental para su ascenso en el mundo de la psicología, ya que su experiencia universitaria le presentó a profesores y colegas que serían fundamentales para su éxito en el desarrollo de la psicología en un campo creíble de estudio. Watson comenzó a estudiar filosofía con John Dewey por recomendación del profesor de Furman, Gordon Moore. La influencia combinada de Dewey, James Rowland Angell, Henry Herbert Donaldson y Jacques Loeb, llevó a Watson a desarrollar un enfoque altamente descriptivo y objetivo para el análisis de la conducta, un enfoque que más tarde llamaría conductismo. Deseoso de hacer la psicología más científicamente aceptable, Watson pensó en el enfoque como una declaración de fe, basada en la idea de que una metodología podría transformar la psicología en una disciplina científica. Más tarde, Watson se interesó por la obra de Ivan Pavlov (1849-1936), y acabó incluyendo una versión muy simplificada de los principios de Pavlov en sus obras de divulgación.

### Matrimonio e hijos
John B. Watson se casó con Mary Ickes, hermana del político Harold L. Ickes , mientras estaba en la escuela de posgrado. Tuvieron dos hijos, también llamados John y Mary Ickes Watson, el último de los cuales intentó suicidarse más tarde en la vida.
Se graduó en la Universidad de Chicago en 1903. Su disertación "Animal education: an experimental study on the psychical development of the white rat, correlated with the growth of its nervous system", es el primer documento moderno científico acerca del comportamiento de la rata blanca. En el documento, Watson describe la relación entre la mielinización cerebral y la capacidad de aprendizaje en ratas a lo largo de su desarrollo biológico.
Mary II y su esposo, Paul Hartley, tenían una hija llamada Mariette Hartley (que participó en la Serie Televisiva Star Trek / Viaje a las Estrellas), que sufría de problemas psicológicos que ella atribuyó a su crianza con las teorías de su abuelo.  Ella se convertiría en una actriz ganadora del Premio Emmy, defensora del trastorno bipolar y fundadora de la Fundación Americana para la Prevención del Suicidio.
Watson permaneció en la Universidad Johns Hopkins varios años realizando investigaciones acerca de la relación entre inputs sensoriales y aprendizaje y comportamiento de las aves.
En octubre de 1920 Watson fue invitado a abandonar su cátedra en la Universidad Johns Hopkins debido a los rumores que corrían acerca de la relación que mantenía con su asistente Rosalie Rayner (Debido a que la esposa de Watson, Mary descubrió cartas de amor que Watson le había escrito a su amante. El asunto se convirtió en noticia de primera plana durante los procedimientos de divorcio en los periódicos de Baltimore. La publicidad daría como resultado que la Universidad Johns Hopkins le pidiera a Watson que dejara su puesto de facultad en octubre de 1920).
Al dejar la universidad, se dedicó al ámbito de la publicidad pasando a trabajar como psicólogo para la empresa The John Walter Thompson y William Esty Company.
En 1920, después de la finalización del divorcio, Watson y Rayner se casaron en Nueva Jersey,  criando a dos hijos, William Rayner Watson (1921) y James Broadus Watson (1924), quienes se criaron con los principios conductistas que John defendió en todo momento. La pareja permaneció junta hasta la muerte de Rayner a los 36 años en 1935. Tras el fallecimiento de su esposa, se distanció de sus círculos sociales y se fue a vivir a su granja de Connecticut, donde pasó los últimos años de su vida dedicado a las labores del campo. Al igual que su media hermana, William (Bill como le llamaba su familia, era un renombrado médico psiquiatra en Nueva York) terminó suicidándose en 1963.
A excepción de un conjunto de reimpresiones de sus trabajos académicos, Watson quemó su amplísima colección de cartas y documentos personales, privando así a los historiadores de un valioso recurso para comprender la historia temprana del conductismo y del propio Watson.
El historiador John Burnham entrevistó a Watson a finales de su vida, presentándolo como un hombre de (todavía) fuertes opiniones y cierta amargura hacia sus detractores. En 1957, poco antes de su muerte, Watson recibió una Medalla de Oro de la American Psychological Association por sus contribuciones a la psicología.
Watson vivió en su granja hasta su muerte en 1958 a la edad de 80 años. Fue enterrado en el Cementerio de Willowbrook, Westport, Connecticut.

## Watson y el conductismo
La influencia de Watson en la historia de la psicología es innegable. Su artículo «La Psicología tal como la ve el Conductista» (1913) es considerado como el acta fundacional de la escuela conductista. No obstante, la psicología conductista –como corriente psicológica– no hubiera sido posible sin los trabajos de autores como el fisiólogo ruso Iván Pávlov (padre del condicionamiento clásico o respondiente, que estableció el esquema estímulo-respuesta) y el americano Edward Thorndike (padre del condicionamiento operante, quien formulara la ley del efecto y la ley de repetición y cuya influencia sobre B. F. Skinner será decisiva).
El mérito de Watson será el de iniciar una escuela a través de un manifiesto en el que incluirá de forma explícita una serie de puntos que se supone que han de seguir quienes se consideren conductistas:

Watson popularizó y diseminó el conductismo como ningún otro conductista de la época, no obstante, su influencia parece provenir más de sus excelentes dotes comunicadoras que de su investigación [...]. Uno de sus mayores admiradores, Herrmestein, hace el siguiente comentario en la introducción a la obra póstuma de Watson Comparative Psychology: "La importancia de Watson para la psicología conductual es más sociológica que sustancial".

El conductismo pone el énfasis sobre la conducta observable (tanto humana como animal), que considera que ha de ser el objeto de estudio de la Psicología, y las relaciones entre estímulo y respuesta, más que en el estado mental interno de la gente (aunque Watson nunca negó la existencia de cualquier del mundo privado o íntimo). En su opinión, el análisis de la conducta y las relaciones era el único método objetivo para conseguir la penetración en las acciones humanas y extrapolar el método propio de las Ciencias Naturales (el método científico) a la Psicología.

## El experimento pequeño Albert
Watson pasó a la historia de la Psicología por los experimentos realizados junto a Rosalie Rayner para demostrar sus teorías acerca del condicionamiento de la reacción de miedo en un niño de nueve meses de edad y que ha pasado a la historia con la denominación de Pequeño Albert.
En él, Watson pretendía demostrar cómo los principios del condicionamiento clásico, que por esos años acababan de ser planteados por Iván Pávlov, podían aplicarse en la reacción de miedo de un niño ante una rata blanca.
El pequeño Albert fue escogido como sujeto de experimentación por su gran estabilidad emocional en el hospital donde estaba internado. Mediante el experimento, Watson pretendía demostrar cómo podía condicionar la reacción de miedo de Albert hacia una rata blanca, que inicialmente no provocaba en el niño ninguna reacción aversiva, cómo podría generalizar esta conducta a otros estímulos similares y, por último, cómo eliminar esta conducta.
Según describen Watson y Rayner (1920), los objetivos que perseguían con su experimento eran dar respuesta a las siguientes preguntas:
- ¿Puede condicionarse a un niño para que tema a un animal que aparece simultáneamente con un ruido fuerte?
- ¿Se transferirá tal miedo a otros animales u objetos inanimados?
- ¿Cuánto persistirá tal miedo?

El procedimiento seguido fue el siguiente: Se seleccionó a un niño sano de nueve meses, Albert, para el experimento. Se le examinó para determinar si existía en él un miedo previo a los objetos que se le iban a presentar (animales con pelo), examen que fue negativo. Sí se identificó un miedo a los sonidos fuertes (como golpear fuertemente una lámina metálica con un martillo).
El experimento dio comienzo cuando Albert tenía 11 meses y tres días. Consistía en presentar al niño una rata blanca al tiempo que un ruido fuerte (que se lograba golpeando una barra metálica detrás de la cabeza del niño). Después de varios ensayos, el niño sollozó ante la presencia de la rata y posteriormente generalizó su respuesta a otros estímulos: un perro, lana, un abrigo de piel, etc.
El experimento no pudo llegar a término, no alcanzándose la fase de descondicionamiento, debido a que Albert fue sacado de la unidad hospitalaria en que se encontraba antes de su conclusión.

### Implicaciones éticas
El experimento con el pequeño Albert abrió el debate sobre la ética a la hora de experimentar con seres humanos, contribuyendo al establecimiento de límites para este tipo de experimentos.

## Trabajos seleccionados
- 1907. "Kinaesthetic and Organic Sensations: Their Role in the Reactions of the White rat to the Maze."
- 1908. "The Behavior of Noddy and Sooty Terns."
- 1913. "Psychology as the Behaviorist Views It."
- 1914. "Behavior: An Introduction to Comparative Psychology".
- 1915. "Recent experiments with homing birds."
- 1920. "Conditioned emotional reactions," con Rosalie Rayner - "The Little Albert" (Experimento del pequeño Albert)
- 1924. "Behaviorism".
- 1928. "Psychological Care of Infant and Child".
- 1936. "John Broadus Watson" In C. Murchison The international university series in psychology. A history of psychology in autobiography Vol. 3 (p. 271–281)